# Смоленский (Тульская область)
Смоленский — опустевший поселок в Каменском районе Тульской области в составе сельского поселения Архангельское.

## География
Находится в южной части Тульской области на расстоянии приблизительно 5 км на север-северо-восток по прямой от села Архангельское, административного центра района.

## История
В 1926 году здесь было учтено 25 дворов.

## Население
Постоянное население составляло 148 человек (1926 год), 0 как в 2002 году, так и в 2010.